# Bambakashat
Bambakashat là một đô thị thuộc tỉnh Armavir, Armenia. Dân số ước tính năm 2011 là 3280 người.